# Auberchicourt

Auberchicourt este o comună în departamentul Nord, Franța. În 1 ianuarie 2022 avea o populație de 4.626 de locuitori.